# Чадуик, Артур
А́ртур Ча́дуик (англ. Arthur Chadwick; 26 августа 1875 — 21 марта 1936) — английский футболист и футбольный тренер. Выступал за футбольные клубы «Черч», «Аккрингтон», «Бертон Свифтс», «Саутгемптон», «Портсмут», «Нортгемптон Таун», «Аккрингтон Стэнли» и «Эксетер Сити», также провёл два матча за национальную сборную Англии. После завершения карьеры игрока был главным тренером клубов «Экстер Сити», «Рединг» и «Саутгемптон».

## Карьера игрока
Родился в Баксендене в семье плотника. Футбольную карьеру начал в клубе «Черч», затем играл за «Аккрингтон». С 1895 по 1897 год выступал за «Бертон Свифтс».
В 1897 году стал игроком клуба «Саутгемптон». Изначально выступал на позиции правого хавбека, затем стал центральным хавбеком. Помог «святым» трижды выиграть Южную лигу, а также дойти до финала Кубка Англии 1900 года, в котором «Саутгемптон» проиграл клубу «Бери». Всего Чадуик провёл за «Саутгемптон» 96 официальных матчей, забив 6 голов.
26 марта 1900 года дебютировал за национальную сборную Англии в матче Домашнего чемпионата против сборной Уэльса на стадионе «Кардифф Армс Парк». Матч завершился вничью со счётом 1:1. 7 апреля 1900 года провёл свою вторую (и последнюю) игру за сборную Англии, выйдя на поле стадиона «Селтик Парк» в Глазго в матче против сборной Шотландии. Хозяева обыграли англичан со счётом 4:1.
В мае 1901 года Чадуик перешёл в «Портсмут», в составе которого выиграл Южную лигу в сезоне 1901/02.
С 1904 по 1906 год выступал за «Нортгемптон Таун». Затем играл за «Аккрингтон Стэнли» и «Эксетер Сити», где и завершил карьеру игрока в 1910 году.

## Тренерская карьера
Ещё в 1908 году Артур Чадуик стал играющим тренером «Эксетер Сити», а после завершения карьеры игрока в 1910 году стал полноценным главным тренером клуба. На тот момент клуб выступал в Южной лиге, но после Первой мировой войны был приглашён в Футбольную лигу, став одним из основателей Третьего дивизиона Футбольной лиги. Чадуик был главным тренером клуба до 14 декабря 1922 года.
7 января 1923 года стал главным тренером клуба «Рединг». Руководил командой до 21 октября 1925 года.
28 октября 1925 года стал главным тренером «Саутгемптона». Под его руководством «святые» дошли до полуфинала Кубка Англии сезона 1926/27, по ходу турнира обыграв «Ньюкасл Юнайтед». В полуфинале, который прошёл на «Стэмфорд Бридж» 26 марта 1927 года, «Саутгемптон» уступил «Арсеналу» со счётом 1:2, гол за «святых» забил Билл Ролингз. В сезоне 1928/29 «Саутгемптон» занял четвёртое место во Втором дивизионе. Вскоре после этого руководство клуба начало распродажу лучших игроков, и в апреле 1931 года Чадуик покинул пост главного тренера, объявив о завершении футбольной карьеры.

## Достижения
«Саутгемптон»
- Чемпион Южной лиги: 1897/98, 1898/99, 1900/01
- Финалист Кубка Англии: 1899/1900

«Портсмут»
- Чемпион Южной лиги: 1901/02

## Личная жизнь
Кузен Артура, Эдгар Чадуик, также играл за сборную Англии.
Артур Чадуик умер в Эксетере в марте 1936 года. Во время просмотра матча между «Эксетер Сити» и «Клэптон Ориент» он потерял сознание и умер.